# Ravi Varma V
Gangadahra Koviladhikarikal Thampuran più noto come Ravi Varma V, Maharaja di Cochin (Thrippunithura, 29 novembre 1865 – Thrippunithura, 1946) è stato un principe indiano.
È stato Maharaja di Cochin dal 1943 al 1946.

## Biografia
Ravi Varma nacque il 29 novembre 1865 a Thrippunithura. Governò lo stato di Cochin col titolo di maharaja dal 1943 al 1946. Divenne principe ereditario alla morte di suo fratello il 13 ottobre 1943 ed ascese poi al trono all'età di 78 anni. Anche se il suo regno fu breve, fu molto popolare a Cochin, in particolare per lo spirito di alta giustizia che animava le sue azioni, compresa la beneficenza. Con una vasta cultura per la sua epoca, parlava fluentemente inglese, hindi, malayam, sanscrito e conosceva l'urdu. Il maharaja Ravi Varma era inoltre un noto pittore ad olio e in gioventù fu sportivo nel campo del polo.
Ravi Varma V sposò Kamakshi Nethiyar. La coppia ebbe insieme quattro figli: Balagopalan, Chandrasekharan, DevakiNandanan e UmaLakshmi Amma. La loro figlia UmaLakShmi Amma sposò Rama Varma Thampuran.
Morì per cause naturali nel 1946 all'età di 81 anni, a Thrippunithura. Gli succedette al trono un suo cugino materno, il maharaja Kerala Varma.